# Zirconium(IV)-fluorid
Zirconium(IV)-fluorid ist eine anorganische chemische Verbindung des Zirconiums aus der Gruppe der Fluoride.

## Gewinnung und Darstellung
Zirconium(IV)-fluorid kann durch Reaktion von Zirconium(IV)-chlorid mit Fluorwasserstoff gewonnen werden.
{\displaystyle \mathrm {ZrCl_{4}+4\ HF\longrightarrow ZrF_{4}+4\ HCl} }
Ebenfalls möglich ist die Darstellung durch Reaktion von Zirconium(IV)-oxid mit Flusssäure
{\displaystyle \mathrm {ZrO_{2}+4\ HF\longrightarrow ZrF_{4}+2\ H_{2}O} }
oder thermische Zersetzung von (NH4)2ZrF6.

## Eigenschaften
Zirconium(IV)-fluorid ist eine weiße, stark lichtbrechende, durchscheinende Masse, die schwer löslich in Wasser ist. Ab 50 °C aufwärts hydrolysiert die Verbindung in Wasser. Das Anhydrat hat eine monokline Kristallstruktur mit der Raumgruppe I2/a (Raumgruppen-Nr. 15, Stellung 7), wobei außer der stabilen β-Form auch eine tetragonale α-Form (Raumgruppe P42/m (Nr. 84)) und eine γ-Form existieren. Die β-Form besteht aus quadratischen Antiprismen ZrF8; jedes Fluoratom koordiniert dabei zwei Zirconiumatome. Das Trihydrat hat eine dimere Struktur mit trikliner Kristallstruktur. Das Monohydrat hat eine tetragonale Kristallstruktur mit der Raumgruppe I42d (Nr. 122).

## Verwendung
Zirconium(IV)-fluorid wird als Rohstoff zur Herstellung von optischen Glasfasern und optischen Gläsern, insbesondere für die IR-Spektrometrie, verwendet. Es wird auch als Beimischung zu Nuklearbrennstoffen verwendet.